# 茲梅伊諾湖
55°57′35″N 29°51′06″E / 55.95972°N 29.85167°E
茲梅伊諾湖（俄语：Змеино），是俄羅斯的湖泊，位於該國西北部，由普斯科夫州負責管轄，處於涅韋爾區，面積1平方公里，集水區面積2.01平方公里，平均水深5.3米，最大水深8.6米。